# Carum depressum
Carum depressum là một loài thực vật có hoa trong họ Hoa tán. Loài này được Hartvig & Kit Tan mô tả khoa học đầu tiên năm 2001.